# Aphonopelma rusticum
Aphonopelma rusticum là một loài nhện trong họ Theraphosidae.
Loài này thuộc chi Aphonopelma. Aphonopelma rusticum được Eugène Simon miêu tả năm 1891.